# باولو خوسيه روتشا
باولو خوسيه روتشا (2 ديسمبر 1954 في البرتغال - ) هو لاعب كرة قدم برتغالي في مركز الوسط. شارك مع منتخب البرتغال لكرة القدم. أما مع النوادي، فقد لعب مع سبورتينغ براغا وسبورتينغ لشبونة وديسبورتيفو تروفينسي وA.C.R. Alvorense 1º Dezembro ‏ ونادي تشافيس.

## وصلات خارجية
- باولو خوسيه روتشا على موقع قاعدة بيانات كرة القدم.إي يو (الإنجليزية)
- باولو خوسيه روتشا على موقع ناشيونال فوتبول تيمز (الإنجليزية)